# Mistrzostwa Europy w Zapasach 1988
43. Mistrzostwa Europy w zapasach rozegrano w kwietniu w stylu wolnym w Manchesterze, w maju w stylu klasycznym w norweskim Kolbotn a zawody kobiet odbyły się w Dijon we Francji w lipcu.

## Styl klasyczny

### Medaliści
| Konkurencja | Złoto                | Srebro           | Brąz                |
| ----------- | -------------------- | ---------------- | ------------------- |
| -48 kg      | Lars Rønningen       | Siergiej Suworow | Bratan Cenow        |
| -52 kg      | Aleksandr Ignatienko | Jon Rønningen    | Walentin Krumow     |
| -57 kg      | Aleksandr Szestakow  | Stojan Bałow     | András Sike         |
| -62 kg      | Jenő Bódi            | Nenczo Nenczew   | Aristidis Rumbenian |
| -68 kg      | Attila Repka         | Petrică Cărare   | Lars Lagerborg      |
| -74 kg      | Bisołt Diecyjew      | Jaroslav Zeman   | János Takács        |
| -82 kg      | Michaił Mamiaszwili  | Tibor Komáromi   | Timo Niemi          |
| -90 kg      | Iwajło Jordanow      | Sándor Major     | Pawieł Potapow      |
| -100 kg     | Anatolij Fiedorienko | Jožef Tertei     | Gerhard Himmel      |
| +100 kg     | Aleksandr Karielin   | Krasimir Radoew  | Tomas Johansson     |

### Tabela medalowa
| Lp. | Państwo        | Złoto | Srebro | Brąz |
| --- | -------------- | ----- | ------ | ---- |
| 1   | ZSRR           | 6     | 1      | 2    |
| 2   | Węgry          | 2     | 2      | 2    |
| 3   | Bułgaria       | 1     | 3      | 2    |
| 4   | Norwegia       | 1     | 1      | 0    |
| 5   | Jugosławia     | 0     | 1      | 0    |
|     | Czechosłowacja | 0     | 1      | 0    |
|     | Rumunia        | 0     | 1      | 0    |
| 8   | Szwecja        | 0     | 0      | 2    |
| 9   | RFN            | 0     | 0      | 1    |
|     | Finlandia      | 0     | 0      | 1    |

## Styl wolny

### Medaliści
| Konkurencja | Złoto                | Srebro           | Brąz             |
| ----------- | -------------------- | ---------------- | ---------------- |
| -48 kg      | Wasilij Gogolew      | Romică Rașovan   | Marian Awramow   |
| -52 kg      | Walentin Jordanow    | Władimir Toguzow | Szaban Trstena   |
| -57 kg      | Siergiej Biełogłazow | Ahmet Ak         | Stefan Iwanow    |
| -62 kg      | Stepan Sarkisjan     | Karsten Polky    | Simeon Szterew   |
| -68 kg      | Arsen Fadzajew       | Attila Podolszki | Bechczet Selimow |
| -74 kg      | Adłan Warajew        | Pekka Rauhala    | Rachmat Sofiadi  |
| -82 kg      | Jurij Worobjow       | Hans Gstöttner   | Aleksandyr Nanew |
| -90 kg      | Macharbiek Chadarcew | Mehmet Türkkaya  | Gábor Tóth       |
| -100 kg     | Leri Chabiełow       | Noel Loban       | Uwe Neupert      |
| +100 kg     | Asłan Chadarcew      | Atanas Atanasow  | Andreas Schröder |

### Tabela medalowa
| Lp. | Państwo         | Złoto | Srebro | Brąz |
| --- | --------------- | ----- | ------ | ---- |
| 1   | ZSRR            | 9     | 1      | 0    |
| 2   | Bułgaria        | 1     | 1      | 6    |
| 3   | NRD             | 0     | 2      | 2    |
| 4   | Turcja          | 0     | 2      | 0    |
| 5   | Węgry           | 0     | 1      | 1    |
| 6   | Finlandia       | 0     | 1      | 0    |
|     | Wielka Brytania | 0     | 1      | 0    |
| 8   | Finlandia       | 0     | 1      | 0    |
| 9   | Jugosławia      | 0     | 0      | 1    |

## Kobiety styl wolny

### Medaliści
| Konkurencja | Złoto              | Srebro                   | Brąz                |
| ----------- | ------------------ | ------------------------ | ------------------- |
| -44 kg      | Valérie Delvaux    | Brigitte Weigert         | Isabelle Poomarts   |
| -47 kg      | Ferouza Cheurfi    | Nadia Saïdi              | Lynie van der Holst |
| -50 kg      | Martine Poupon     | Anne Marie Halvorsen     | Ève Joly            |
| -53 kg      | Sylvie van Gucht   | Sandrine Laroza          | Thinka Bergh        |
| -58 kg      | Jocelyne Sagon     | Isabelle Dourthe         | Runi Rodahl         |
| -61 kg      | Brigitte Siffert   | Christelle Rieu          | Ine Barlie          |
| -65 kg      | Heidi Kleven       | Dörthe Pedersen Porsmose | Marie-Line Meurisse |
| -70 kg      | Georgette Jean     | Kirsten Borgen           | ----                |
| -75 kg      | Patricia Rossignol | ----                     | ----                |

### Tabela medalowa
| Lp. | Państwo  | Złoto | Srebro | Brąz |
| --- | -------- | ----- | ------ | ---- |
| 1   | Francja  | 8     | 4      | 3    |
| 2   | Norwegia | 1     | 2      | 2    |
| 3   | Dania    | 0     | 1      | 0    |
|     | Belgia   | 0     | 1      | 0    |
| 5   | Holandia | 0     | 1      | 1    |
| 6   | Szwecja  | 0     | 0      | 1    |